# 成分栄養剤
成分栄養剤（せいぶんえいようざい、elemental diet, ED）とは経腸栄養剤の1種で、窒素源が合成アミノ酸のみから組成されたものである。そのためタンパク質を食事性の抗原とするアレルギー性腸炎などにも適用される。
人工的に製造され、すべての成分が明らかになっている。脂質量は極めて少なく、糖質はデキストリンとして配合されているため消化が不要である。つまり腸管に負担をかけることなく栄養摂取できるため、消化機能の低下したケースや腸管の安静が有効なクローン病で用いられることが多い。
浸透圧が高いため下痢、腹痛、腹部膨満感をおこすことがあるが、濃度を低くすることや、投与速度を下げることで対処する。
成分栄養剤にはすべての栄養素が含まれるため、長期にわたる単独投与が可能である。ただしその場合、必須脂肪酸欠乏や微量元素欠乏をきたすおそれを伴うため、適宜脂肪乳剤や微量元素の投与が必要となる。